# Várady család
Nagyszelezsényi és dicskei Várady család egy Bars vármegyei és Verebélyi széki érseki nemesi család.
Első ismert őse Várady Gáspár, aki 1597-ben hadi élelmezési biztos volt. Fiai I. Ferenc, I. Mihály és I. Pál 1640. március 21-én Bécsben kelt címeres nemeslevelet kaptak III. Ferdinánd királytól, melyet ugyanazon évben Nyitra vármegyében hirdettek ki.
Az említett Várady I. Ferenc, Fáncsy Pál hűtlensége révén elkobzott birtokaira, 1644. június 6-án Bécsben kelt adománylevélben Nyitra megyei Mezőkeszi, Babindál, Alsó és Felső Csornok helységben fekvő részjavakra, szőlőkkel, Mezőkesziben fekvő majorsággal adományt szerzett. A nyitrai káptalan iktatta be, de az iktatásnál ellentmondás történt. Ferenc magtalanul halt el. 
Testvére I. Mihály, 1648-ban feleségével Besse Margittal és fiai II. Ferenc és II. Mihály nevére is Sarovics másképp Szabó Ferenctől és Mihálytól megszerzik a malomszegi birtokot curiával és malomjoggal, Botka István szomszédságában, melyet utóbbiak részükre a nyitrai káptalan előtt is bevallottak. 1664-ben Lehotkagyarmaton Váradi György szerepelt az oszmán adóösszeírásban.
II. Mihály 1682-ben már nem élt, amikor özvegye Szakállos Borbála, fiai Várady III. Ferenc és I. István nevében is a malomszegi birtok felét Barmos Istvánnak elzálogosította. Később az említett III. Ferenc fia, aki Dicskén lakott, 1697-ben malomszegi nemes telkét szintén eladta Komjáton lakó Tóth Jánosnak és feleségének Pásztor Ilonának, és 1714-ben erre nézve szavatosságot vállalt. Ezután testvére I. István is, aki Kishinden lakott, 1698-ban malomszegi részét szintén elzálogosította Kis-Komáromy Istvánnak.
III. Ferenc özvegye Vass Judit, 1719-ben fia IV. Ferenc és I. István árváinak is nevében a malomszegi birtokot kibocsátotta, és a zálog összeget felvette. 1721-ben Vass Judit Verebélyen kelt levelében néhai férje által az Ujbányán elveszett nemeslevél megszerzésére hagyott összegen kívül halála esetére utána maradandó pénzek felosztásáról gyermekei részére rendelkezett. 1724. január 26-án Dicskén kelt levelében Vass Judit elismerte, hogy háza elégvén, fia IV. Ferenc pénzét új ház felépítésére elköltötte és egyébként is élt segélyével, amely örökségén felül neki kiadandó lészen.
A család Nemesdicskén kívül Zsitvagyarmatra is elszármazott.
I. Ferenc magyar király 1825. október 14-én Bécsben új címeres levéllel megerősítette Várady Elek nemességét. 1834-ben Várady József apja, Elek felajánlotta saját gyűjteményeit (könyv, régiség, ásvány, csiga, növény, címer) is a szék és mezőváros gyarapítására.
A család Bars, Nyitra, Pozsony és Pest vármegyében volt birtokos.
A család címere: a pajzs kék udvarában zöld téren arannyal díszített vörös ruhás magyar vitéz, jobb kezében zöld koszorút, bal kezével pedig magyar föveget tartva, fölötte balról arany csillag ragyog. A pajzs fölötti sisak koronájából az előbbihez egészen hasonló magyar vitéz emelkedik ki. Foszladék jobbról ezüst és kék, balról arany és vörös.

## Neves családtagok

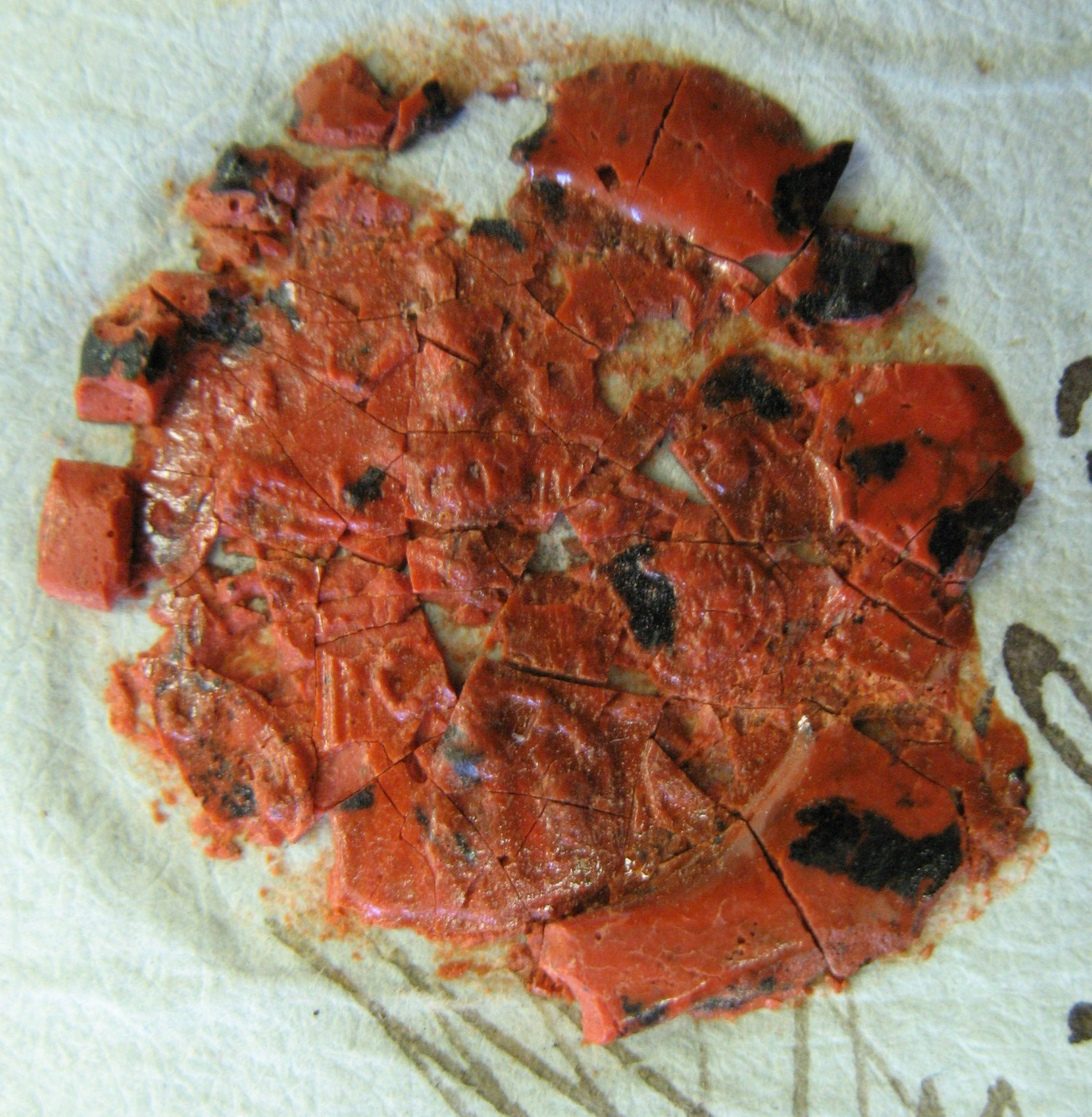
Várady Kornél dicskei közbirtokos sérült pecsétlenyomata 1834-ből

- Várady Ferenc (18. század) Bars vármegye hivatalnoka, 1756-ban pénztárnoka.
- Várady Ferenc (18. század) plébános[6]
- Várady Sándor Bars vármegyét al-, majd főjegyzője, táblabirája és alispánja (?)
- Várady János (1752-1810), János fia, szombathelyi kanonok.
- Várady Elek (1757[7]-1850) hivatalnok, királyi udvari tanácsos, a Lipót rend keresztjének tulajdonosa, 1825-ben új armálist kapott
- Várady Antal, előbb jezsuita, majd bajmóci prépost.
- Várady József (1770-1858) választott püspök.
- Várady Elek (1780–1830) államtanácsos és a titkos kabinetiroda titkára, a Lipót-rend nagykeresztese[8]
- Várady József (1800-1883), Elek fia, magyar királyi udvari kancelláriai előadó-tanácsos, Fiume városi tisztviselő, titoknok, királyi biztos, természettudományi gyűjtő.[9]
- Várady Kornél (1801-?) hivatalnok a Magyar királyi udvari kincstárnál mint só-árnok, földbirtokos Dicskén és Verebélyen.
- Várady Károly (1810-1895) nagylapási és újlóti plébános[10]
- Várady János (1817-1872) 48-as honvéd, később alezredes, ügyvéd, országgyűlési képviselő.[11]
- Várady Imre (1827-1892), Elek unokája, a nemesi testőrség tagja, 48-as főhadnagy, utász, honvédségi főhadnagy.[12]
- Várady Sándor gyalogsági főhadnagy.[13]
- Várady József (1883-?) földbirtokos, országgyűlési képviselő, gazdasági főtanácsos.[14] Felesége Radiana Brigitta Luise Lanjus de Wellenburg grófné[15]
- Várady Lajos (1890-1929) festőművész.[16]